# Ronronnement
Vous lisez un « article de qualité » labellisé en 2010.
Pour un article plus général, voir Chat.
Le ronronnement est une vocalisation émise par certains félins et viverridés. Produit à l’expiration comme à l’inspiration, ce son de basse fréquence apparaît dès l’âge de deux jours. Le mécanisme du ronronnement est encore mal expliqué. La théorie dominante est que le son est produit par des contractions des muscles du larynx déclenchées par une oscillation neurale et faisant vibrer les cordes vocales. La possibilité pour un félin de ronronner ou non est également un point débattu, notamment pour les grands félins de la sous famille des Panthérinés.
Le ronronnement est essentiellement limité aux relations mère-progéniture dans la nature, mais le chat domestique peut ronronner tant dans une situation de plaisir que de souffrance, c’est pourquoi la signification de cette vocalisation de contact est peu évidente. Comparé au sourire par certains auteurs, son rôle social, tant avec des congénères qu’avec l’être humain, est primordial. Une théorie assure au ronronnement un rôle curatif : les basses fréquences émises permettraient de renforcer les os, les muscles, les tendons et auraient même un rôle anti-douleur.

## Description

### Définition
Le ronronnement est un son continu de basse amplitude, produit pendant toutes les phases de la respiration excepté lors d’une courte pause de quelques dizaines à une centaine de millisecondes, entre les deux phases de respiration. Le ronronnement est considéré comme plus fort et rauque à l’inspiration, cependant selon une étude publiée en 2010, le ronronnement du chat est de même amplitude durant les deux phases de la respiration, et celui du guépard est plus fort à l’expiration. Le son est produit avec la bouche fermée, il dure le plus souvent plus de deux secondes, à une fréquence de 25 à 20 Hz, la fréquence fondamentale est d’une vingtaine de hertz. Le ronronnement du chat domestique peut être entendu à trois mètres à la ronde, celui d’un guépard jusqu’à 40 mètres ; le son est plus fort au niveau du museau. La plupart du temps, le ronronnement du chat domestique est inaudible dès cinquante centimètres d’éloignement; cependant il couvre tous les autres sons corporels (respiration, battement de cœur) et il est impossible pour un vétérinaire d’ausculter un chat qui n’arrête pas de ronronner.
Le mécanisme phonatoire est tout à la fois ingressif (produit à l’inspiration) et égressif (produit à l’expiration). La phonation ingressive est connue depuis Charles Darwin pour être utilisée par de nombreux autres animaux, comme le chien ou le renard. Chez l’homme, la phonation ingressive est utilisée notamment dans les langues germaniques. Selon une étude publiée en 2010 comparant le ronronnement du guépard et celui du chat, la phase égressive est chez la première espèce plus longue et contient plus de cycles, tandis que chez le chat, il n’y a pas ou peu de différences entre les phases. Comparativement, le guépard produit un plus grand nombre de cycles que le chat pour les deux phases et la fréquence fondamentale reste quasiment identique.
Chez le chat domestique, le ronronnement apparaît dès l’âge de deux jours lors de la tétée, où la mère et ses petits communiquent par ronronnement ; ce phénomène apparaît aussi lors de la toilette des chatons par la mère. Le ronronnement est le premier cri poussé par le chaton avec les pleurs, c’est également par le ronronnement que la mère répond à ses petits,. Dans la nature, le ronronnement est le plus fréquent durant les relations entre la mère et ses petits alors qu’il peut survenir au contact de l’homme ou d’un objet chez le chat domestique. Le chat ne ronronne jamais lorsqu’il dort, mais peut en revanche miauler.

### Mécanisme du ronronnement
Les félins ne possèdent pas d’organes dédiés particulièrement au ronronnement. Plusieurs hypothèses expliquant le mécanisme du ronronnement ont été proposées. La vibration de la veine cave, amplifiée par les bronches, la trachée et les cavités nasales, ou encore la vibration de fausses cordes vocales, l’ossification partielle de l’os hyoïde, la contraction des fibres musculaires du voile du palais, du diaphragme ou encore des muscles intercostaux sont autant d’hypothèses formulées puis infirmées.
Le ronronnement pourrait également être provoqué par une contraction très rapide des muscles du larynx, ce qui comprimerait et dilaterait la glotte et causerait une séparation brutale des cordes vocales, origine du bruit. Cette hypothèse est basée sur l’électromyogramme des muscles du larynx du chat domestique qui montre des répétitions très régulières et stéréotypées composées d’un pic se produisant 20 à 30 fois par seconde, qui induisent une mise en tension régulière de la glotte.
La tension du diaphragme durant l’inspiration est également hachée et les pics de l’électromyogramme entre la glotte et le diaphragme sont asynchrones. Cette activation alternée du larynx et du diaphragme permet de limiter une fluctuation négative de la pression trachéale et promeut le flux d’air à l’inspiration lors de la période où la glotte offre une résistance minimale. Une nouvelle étude menée en 1987 à partir d’électromyogramme montre que les muscles expiratoires peuvent également être impliqués dans le mécanisme du ronronnement. En 2000, Dennis C. Turner et Patrick Bateson considèrent que le diaphragme et les autres muscles ne sont pas nécessaires au ronronnement, excepté pour induire la respiration. Un élément pouvant infirmer l’hypothèse de la contraction des muscles du larynx est que des chats ayant subi une laryngectomie peuvent ronronner en utilisant leur diaphragme.
Les variations laryngiennes sont induites par une oscillation neurale qui crée un cycle toutes les 30 à 40 millisecondes ; elle ne peut être stoppée, ce qui suggère qu’il existe un mécanisme oscillatoire de haute fréquence à l’intérieur même du système nerveux central. La partie du cerveau provoquant ces oscillations est proche de l’hypothalamus.

### Les carnivores qui ronronnent

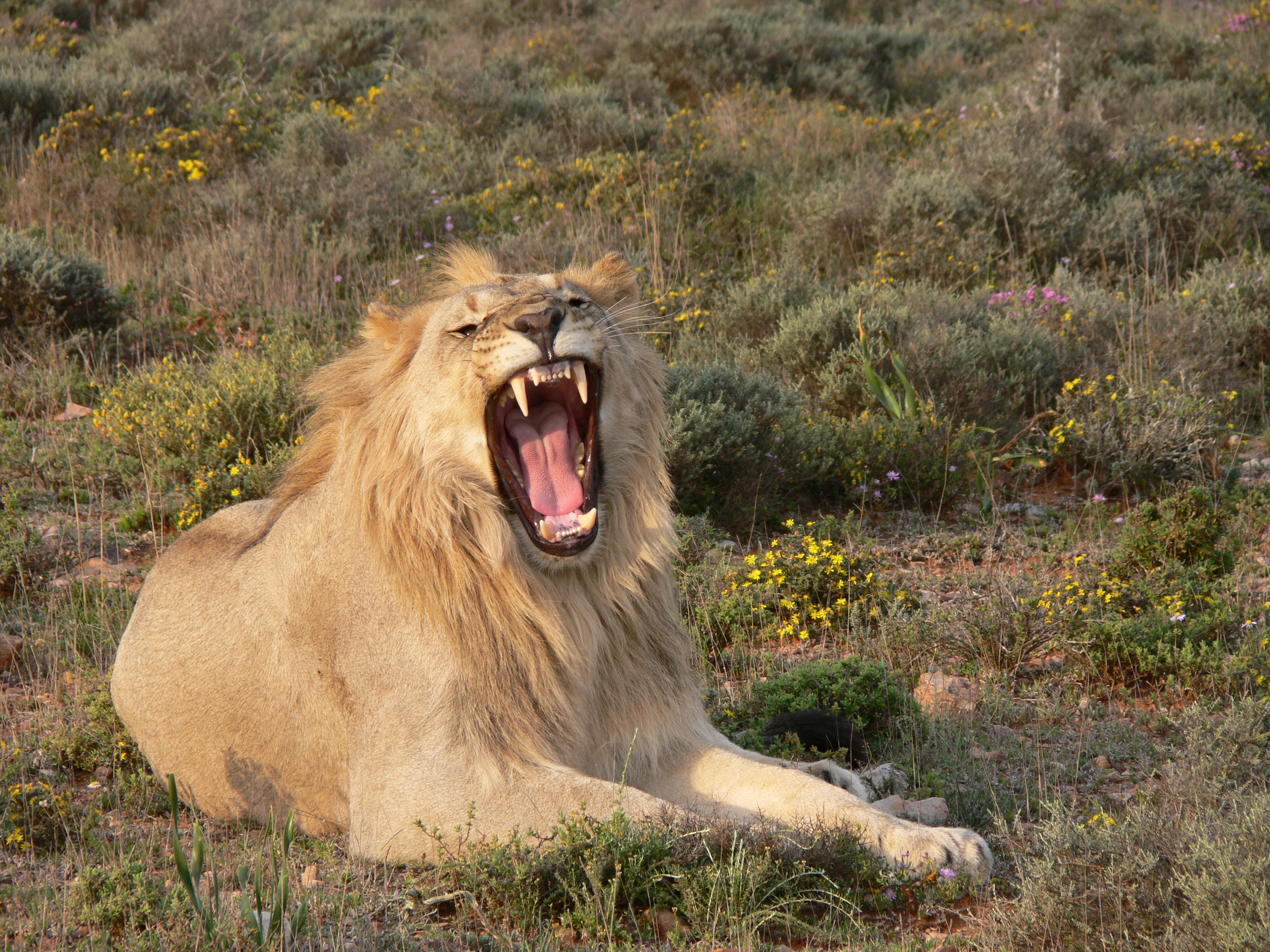
Les félins « rugissants » pourraient être incapables de ronronner.

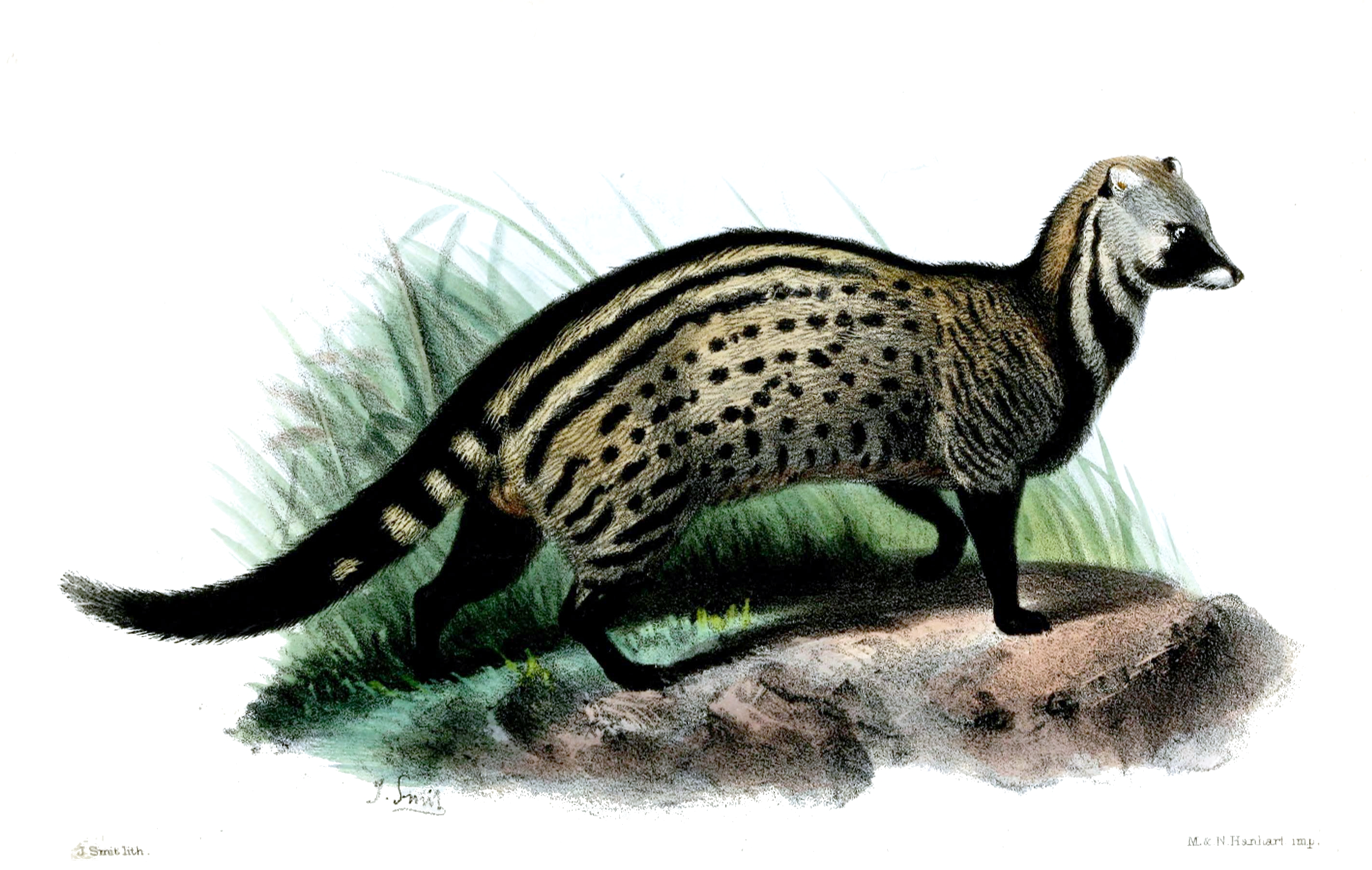
Certains viverridés sont capables de ronronner d’une manière similaire aux félins.

La question du ronronnement des félins fait toujours débat : de nombreuses espèces, même les plus connues comme le lion ou le léopard, restent mystérieuses en ce qui concerne le ronronnement. Pour de nombreuses espèces, il n’existe pas d’informations sur le sujet ou celles-ci sont insuffisantes. Les félins de la sous-famille Pantherinae — lion, tigre, léopard, jaguar, panthère des neiges — possèdent un ligament de l’os hyoïde partiellement ou non ossifié, ce qui leur permettrait de rugir mais pas de ronronner. Cette différenciation a cependant été remise en cause dans les années 1990, la structure vocale des panthérinés pouvant peut-être permettre le ronronnement, bien qu’il soit difficile à produire. Paul Heiney avance que les grands félins ne peuvent ronronner qu’à l’expiration.
La capacité de rugir grâce à un os hyoïde peu ou pas ossifié est l’hypothèse historique ayant permis de classer les différentes espèces de félins par Owen puis Pocock en 1916 : il existait les félins « rugissants » (donc non-ronronnant) de la sous-famille des panthérinés et les « non-rugissants » (donc ronronnant) de la sous-famille des félinés. Pour Gustav Peters, le ronronnement doit être assimilé à une caractéristique de l’ancêtre commun aux félins et les vocalisations similaires observées chez certains mammifères (par exemple, le raton laveur ou le lapin) comme des cas de convergence évolutive.
Certains Viverridae ronronnent comme Genetta tigrina, et Genetta genetta. Lors de la tétée, l’ourson noir (Ursus americanus) et l’ourson brun (Ursus arctos) ronronneraient, tout comme la femelle hyène tachetée (Crocuta crocuta).

L’os hyoïde chez le lion.

| Ronronne | Incertain                                                                    | Ronronnement probable | Absence de données |
| --- | ---------------------------------------------------------------------------- | --------------------- | --- |
| - Chat domestique - Guépard - Puma - Lynx boréal - Lynx roux - Serval - Chat de Temminck - Ocelot - Oncille - Margay - Jaguarondi - Chat sauvage - Chat marbré - Chat léopard - Chat à pieds noirs | - Lion - Tigre - Jaguar - Léopard - Panthère des neiges - Panthère nébuleuse | - Lynx du Canada      | - Lynx pardelle - Caracal - Chat doré d’Afrique - Chat pêcheur - Chat de jungle - Chat de Geoffroy - Manul - Chat des sables - Chat à tête plate - Chat rubigineux |

## Significations

### Communication
Le ronronnement est une vocalisation le plus souvent associée au contact, tant avec un congénère amical qu’avec un être humain ou même un objet, par exemple lorsqu’un chat malaxe un coussin avec ses pattes. Il peut néanmoins se déclencher sans stimulus externe. Le ronronnement se manifeste lorsque l’animal éprouve du plaisir, mais aussi de la souffrance : les vétérinaires observent fréquemment les chats ronronner continuellement lorsqu’ils sont stressés, blessés et même mourants.
Le chat ronronne le plus souvent pour exprimer la dépendance : le chaton dépend de sa mère et de son lait, de l’homme lorsqu’il réclame des soins ou des caresses. Le ronronnement a un rôle important dans les relations sociales des félins puisqu’il communique l’état du chat à son entourage humain ou félin : ainsi le chaton qui ronronne informe sa mère qu’il va bien ou les chats adultes expriment leur contentement sous la caresse. Cette vocalisation pourrait également renforcer les liens sociaux et désamorcer les conflits (un chat ronronne lorsqu’il rencontre un chat dominant). Selon Dennis C. Turner et Patrick Bateson, le rôle du ronronnement peut être comparé à celui du sourire chez l’homme. En 1985, Joël Dehasse avance l’hypothèse que le chat ronronnerait pour lui-même, pour s’apaiser par exemple. Cela explique pourquoi le chat peut ronronner lorsqu’il est souffrant. Gustav Peters explique également que le ronronnement peut parfois constituer un exemple d’autocommunication.
Le chat domestique est, en comparaison avec les autres félins, particulièrement « ronronneur ». Cette particularité s’est sans doute développée au contact de l’homme. Deux causes concomitantes peuvent être avancées pour expliquer le phénomène. D’une part, l’Homme a peut-être sélectionné les chats qui ronronnaient le plus. D’autre part, le ronronnement étant avant tout une vocalisation sociale, celui-ci a pu être favorisé par le contact permanent avec l’homme. Il est également possible que la domestication ait entraîné une néoténie, c'est-à-dire à maintenir des traits de caractères infantiles chez le chat, le ronronnement faisant partie des vocalisations des jeunes dans la nature.
Le chat domestique a par ailleurs développé un ronronnement « supplémentaire » contenant un cri très aigu similaire à un cri de bébé et mélangé au ronronnement normal. Ce ronronnement « de sollicitation » a été écouté par cinquante expérimentateurs et a été perçu comme teinté d’urgence. L’auteur conclut qu’il s’agirait d’une adaptation à la communication avec l’homme,,.

### Un moyen de guérison?
Les vétérinaires considèrent que les chats guérissent rapidement des fractures, ont moins de complications postopératoires et ont moins de maladies osseuses, musculaires et ligamentaires que les chiens. Une hypothèse avance que le ronronnement, dont la fréquence se situe entre 25 et 30 Hz, peut avoir un pouvoir réparateur et même antalgique par rapport aux os, aux tendons et aux muscles. De nombreux félins émettent des vibrations dont la fréquence permet de calmer les douleurs aiguës, les problèmes tendineux, musculaires ou articulaires. Le ronronnement serait alors un moyen de garder la santé pour le chat en assurant une maintenance corporelle.
Cette théorie s’appuie sur deux observations : d’une part, le ronronnement n’est pas associé à une émotion ou un état particulier (un chat peut ronronner lorsqu’il est content ou mourant) ; d’autre part, le ronronnement, pour s’être perpétué chez de nombreuses espèces de félins, doit constituer un avantage dans l’optique de la sélection naturelle. Ensuite, de nombreuses recherches montrent que les sons de basse fréquence, entre 20 et 140 Hz, ont un effet bénéfique sur les os, les muscles et les tendons et permettent de calmer la douleur ; ces sons ont également un effet sur le mental puisqu’ils déclenchent des émotions ; or les félins ronronnent sur de basses fréquences.

## Ronronnement dans la culture

### Étymologie

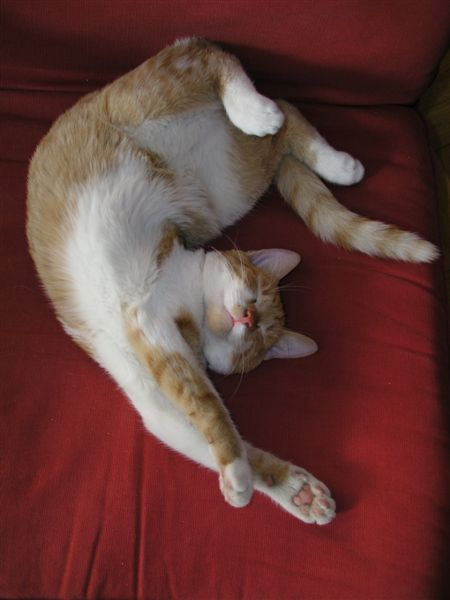
L’Homme associe généralement le ronronnement du chat domestique au bien-être.

Le mot « ronron » [ʀɔ̃ʀɔ̃] est une onomatopée imitant le bruit du chat attestée dès 1761 dans une phrase de La Nouvelle Héloïse de Jean-Jacques Rousseau. Le mot « ronronnement », considéré comme un synonyme de ronron, est dérivé du verbe « ronronner » lui-même formé à partir de « ronron ». Par analogie, le ronronnement désigne en français un bruit sourd et continu comme le ronronnement ou ronron d’un moteur, ou un bruit monotone et continu. Des trois termes, celui qui apparaît le plus dans la langue française est « ronronner », suivi de « ronron » puis de « ronronnement » (fréquence absolue littéraire respectivement de 125, 100 et 54),,.
En anglais, « ronronnement » se dit « purr » ; attesté dès le XVIe siècle, il s’agit également d’une onomatopée.

### La ronron-thérapie
Le ronronnement aurait une action très bénéfique sur les humains, notamment grâce à un effet relaxant,. La présence d’un chat qui ronronne permettrait une cicatrisation plus rapide. Le site EfferveSciences argumente que le ronronnement est analogue à la madeleine de Proust et permet de se remémorer des souvenirs agréables, et par voie de conséquence d’évacuer le stress. Certains hôpitaux testent l’effet apaisant des chats, notamment sur les personnes âgées et, au Japon, les bars à chat permettent à quiconque de garder l’animal auprès de soi pour se reposer. Des enregistrements de ronronnements, accompagnés ou non de musique, sont même vendus. Le Purr-like vibration device est une invention exploitant le possible pouvoir de guérison des basses fréquences ; il s’agit d’un petit appareil pouvant se fixer sur le corps et émettant des vibrations à la fréquence du ronronnement.
En thérapie cognitive, un exercice de sophrologie visant à réapprendre une respiration centrée sur l’expiration imite le ronronnement du chat : la respiration doit être brève et accompagnée d’un son guttural ressemblant à un roulement de « R ».

### Autres utilisations du ronronnement
La comptine Il était une bergère met en scène une jeune bergère qui, pour protéger son fromage, tue son chaton. Le refrain imite le ronron du chat : « Et ron, et ron, petit patapon ».
Sir Purr (purr est le terme anglais pour ronronner), une panthère noire, est la mascotte des Panthers de la Caroline.
Une publicité Catsan vante les mérites d’une litière avec une unique image d’un chat en train de ronronner dans son bac en lisant un livre.